# Добрая Надежда (Гомельская область)
Добрая Надежда (бел. Добрая Надзея) — упразднённый посёлок в Кривском сельсовете Буда-Кошелёвского района Гомельской области Белоруссии.

## География

### Расположение
В 17 км на юг от районного центра и железнодорожной станции Буда-Кошелёвская (на линии Жлобин — Гомель).

## Транспортная сеть
Рядом автодорога Чеботовичи — Уваровичи. Застройка деревянными домами усадебного типа.

## История
Основан в XIX веке как помещичье поместье. В 1846 году 2 фольварка, хозяин одного из них имел 891 десятин, второго — 149 десятин земли. В 1857 году открыта мыловарня (5 рабочих). По переписи 1897 года работала небольшая фанерная фабрика, в Чеботовичской волости Гомельского уезда Могилёвской губернии.
В 1926 году в Уваровичском районе Гомельского округа. В 1929 году жители посёлка вступили в колхоз. В 1959 году в составе колхоза «Красный путь» (центр — деревня Бацунь).
15 июня 2013 года посёлок Добрая Надежда упразднён.

## Население

### Численность
- 2004 год — 2 хозяйства, 3 жителя

### Динамика
- 1897 год — 8 дворов, 33 жителя (согласно переписи)
- 1925 год — 9 дворов, 73 жителя
- 1959 год — 31 житель (согласно переписи)
- 2004 год — 2 хозяйства, 3 жителя
- 2010 год — 1 житель